# Tcpd
tcpd es un programa informático basado en sistemas operativos Unix que se  encarga de encapsular las peticiones de los servicios basados en TCP que gestiona el servicio inetd. 
Comprueba que el origen donde se produce la petición de conexión es confiable y registra dicha petición en el demonio syslog. Los ficheros encargados de gestionar el control de acceso son /etc/host.allow y /etc/host.deny. Una vez tcpd ha comprobado que todo está bien, arranca el servidor correspondiente y termina su propia ejecución.
Este es un ejemplo del contenido del fichero /etc/inetd.conf:
```
 ftp     stream  tcp     nowait  root    /usr/sbin/tcpd in.ftpd
 telnet  stream  tcp     nowait  root    /usr/sbin/tcpd in.telnetd
```

- Datos: Q6139402